# 厚生労働事務次官
厚生労働事務次官（こうせいろうどうじむじかん）は、国家公務員の役職の一つである。
厚生労働省において職業公務員（官僚）が就く一般職の職員のうち最高の地位、つまり官僚ナンバー1のポストである。現在の定数は1人。

## 職務
事務次官は、各省にあっては省の長である大臣を助け、省務を整理し、各部局及び機関の事務を監督する（国家行政組織法第18条第2項）ことを職務とする。
なお、事務次官の設置は、内閣制度発足に伴い各省に置かれた次官に遡る。1949年（昭和24年）6月1日の国家行政組織法施行により、事務次官に改称されて、現在に至る。

## 地位・身分
事務次官の身分は一般職の国家公務員である（防衛事務次官を除く）。一般職は、一般職の職員の給与に関する法律（一般職給与法）に基づいて俸給月額が決定される（検察官は除く）が、事務次官は同法による俸給月額のうち最高額の指定職8号俸を支給される。

## 歴代事務次官
| 代 | 氏名       | 出身   | 前職                                             | 在任期間                                             | 退任後の役職 |
| -- | ---------- | ------ | ------------------------------------------------ | ---------------------------------------------------- | --- |
| 1  | 近藤純五郎 | 厚生省 | 厚生省保険局長                                   | 2001年（平成13年）1月6日- 2002年（平成14年）8月30日  | 年金資金運用基金理事長 社会福祉法人浴風会会長 |
| 2  | 澤田陽太郎 | 労働省 | 職業安定局長                                     | 2002年（平成14年）8月30日- 2003年（平成15年）8月29日 | 中央労働災害防止協会理事長 |
| 3  | 大塚義治   | 厚生省 | 厚生労働審議官                                   | 2003年（平成15年）8月29日- 2004年（平成16年）7月23日 | 学校法人日本赤十字学園理事長 日本赤十字社副社長・社長 |
| 4  | 戸苅利和   | 労働省 | 厚生労働審議官                                   | 2004年（平成16年）7月23日- 2006年（平成18年）9月1日  | 独立行政法人高齢・障害者雇用支援機構理事長 |
| 5  | 辻哲夫     | 厚生省 | 厚生労働審議官                                   | 2006年（平成18年）9月1日- 2007年（平成19年）8月31日  | 公益財団法人正力厚生会理事長 一般財団法人健康・生きがい開発財団理事長 一般社団法人ヘルスケアイノベーションプロジェクト代表理事 東京大学高齢社会総合研究機構教授・執行委員                                                                                          |
| 6  | 江利川毅   | 厚生省 | 内閣府事務次官                                   | 2007年（平成19年）8月31日- 2009年（平成21年）7月24日 | 人事院総裁 公立大学法人埼玉県立大学理事長 公益財団法人医療科学研究所代表理事 |
| 7  | 水田邦雄   | 厚生省 | 保険局長                                         | 2009年（平成21年）7月24日- 2010年（平成22年）7月30日 | 全国土木建築国民健康保険組合理事長 一般社団法人シルバーサービス振興会理事長 国際長寿センター日本代表 社会福祉法人浴風会理事 |
| 8  | 阿曽沼慎司 | 厚生省 | 医政局長                                         | 2010年（平成22年）7月30日- 2012年（平成24年）9月10日 | 国立大学法人京都大学理事（産官学連携担当） |
| 9  | 金子順一   | 労働省 | 労働基準局長                                     | 2012年（平成24年）9月10日- 2013年（平成25年）7月2日  | 公益社団法人全国シルバー人材センター事業協会会長 大正大学地域構想研究所顧問・教授 ボストン・コンサルティング・グループシニアアドバイザー |
| 10 | 村木厚子   | 労働省 | 社会・援護局長                                   | 2013年（平成25年）7月2日- 2015年（平成27年）10月1日  | 内閣官房孤独・孤立対策担当室政策参与 全国社会福祉協議会会長 全国老人クラブ連合会会長 中央共同募金会会長 伊藤忠商事株式会社取締役、住友化学株式会社取締役 津田塾大学総合政策学部客員教授 大阪大学男女協働推進センター招へい教授 SOMPOホールディングス株式会社監査役 |
| 11 | 二川一男   | 厚生省 | 医政局長                                         | 2015年（平成27年）10月1日- 2017年（平成29年）7月11日 | 株式会社日本ヘルスケア総合研究所上席研究員 東レ株式会社顧問 第3回がん撲滅サミット実行委員会組織委員特別顧問 医療法人清水会顧問 社会福祉法人弥勒会顧問 一般財団法人日本AED財団顧問 公益財団法人鈴木謙三記念医科学応用研究財団理事                                   |
| 12 | 蒲原基道   | 厚生省 | 老健局長                                         | 2017年（平成29年）7月11日- 2018年（平成30年）7月31日 | 社会福祉法人友愛十字会理事長 特定非営利活動法人福祉フォーラム・ジャパン理事 日本社会事業大学客員教授 |
| 13 | 鈴木俊彦   | 厚生省 | 保険局長                                         | 2018年（平成30年）7月31日- 2020年（令和2年）9月14日  | 日本赤十字社副社長 東京大学公共政策大学院客員教授 |
| 14 | 樽見英樹   | 厚生省 | 内閣審議官兼新型コロナウイルス感染症対策推進室長 | 2020年（令和2年）9月14日- 2021年（令和3年）10月1日   | 日本年金機構副理事長 |
| 15 | 吉田学     | 厚生省 | 内閣審議官兼新型コロナウイルス感染症対策推進室長 | 2021年（令和3年）10月1日- 2022年（令和4年）6月28日   | 社会福祉法人日本保育協会理事長 |
| 16 | 大島一博   | 厚生省 | 政策統括官（総合政策担当）                       | 2022年（令和4年）6月28日- 2024年（令和6年）7月5日    | |
| 17 | 伊原和人   | 厚生省 | 保険局長                                         | 2024年（令和6年）7月5日-                             | |